# St. Bruder Klaus

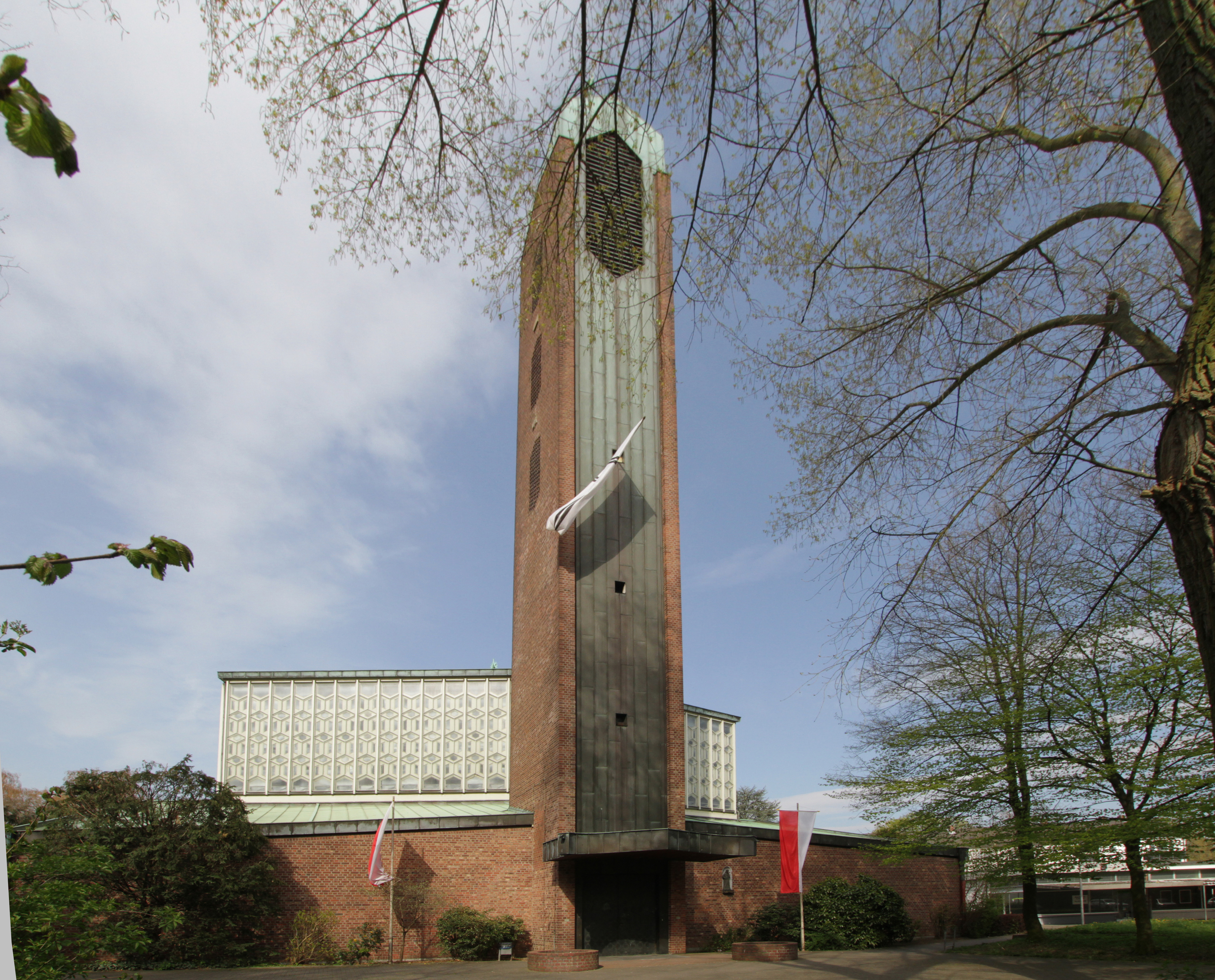
Eingangsseite mit Turm

St. Bruder Klaus ist eine römisch-katholische Kirche im Kölner Stadtteil Mülheim, die in den Jahren 1956 bis 1958 nach Plänen des Architekten Fritz Schaller erbaut und im November 1957 geweiht wurde. Die Kirche unter dem Patrozinium des Nikolaus von Flüe steht seit 2001 unter Denkmalschutz. 

## Geschichte
Die Kirche wurde als Mittelpunkt der gleichnamigen Bruder-Klaus-Siedlung geplant. Für Planung und Vergabe zeichnete die kirchliche DEWOG (Deutsche Wohnungsgesellschaft Köln) verantwortlich, die seit 1956 auch die Weiterentwicklung der Siedlung verantwortete. Die bis dahin zuständige Pfarrei St. Antonius gründete einen Kirchbauverein, und im August desselben Jahres wurde die Rektoratspfarre St. Bruder Klaus gegründet. Einen Vollplanungsvertrag mit Fritz Schaller schloss man am 9. Juni 1956 ab, und während der Einweihung der Bruder-Klaus-Siedlung sowie anlässlich des in Köln stattfindenden 77. Deutschen Katholikentags nahm Josef Kardinal Frings am 28. August 1956 die Grundsteinlegung vor. Im Mai 1957 feierte man das Richtfest, bevor Weihbischof Joseph Ferche am 19./20. November 1957 die neue Kirche weihte und der Obhut von Gründungspfarrer Heinrich Eisenhut übergab. 
Im Februar 1958 bekam die Kirche ein zweites Portal an der Westseite. Das zugehörige Jugendheim wurde im Mai 1958 fertiggestellt; es wurde im Jahr darauf erweitert. Ebenso musste die Messdiener-Sakristei 1960 vergrößert werden.
Zehn Jahre nach dem Bau erhielt das Dach wegen auftretenden Rissen eine neue Eindeckung aus Kupferblech. Auch der Turm wurde in den Folgejahren saniert und an der Frontseite mit Kupferblech verkleidet, weil es Absplitterungen im Beton gegeben hatte.
Im Jahr 1967 wurde St. Bruder Klaus mit dem Kölner Architekturpreis ausgezeichnet, und am 5. Februar 2001 unter der Nummer 8488 in die Denkmalliste der Stadt Köln eingetragen.
St. Bruder Klaus ist die Heimatpfarrei des Kölner Priesters Franz Meurer und des Kölner Erzbischofs Rainer Maria Kardinal Woelki.

## Baubeschreibung

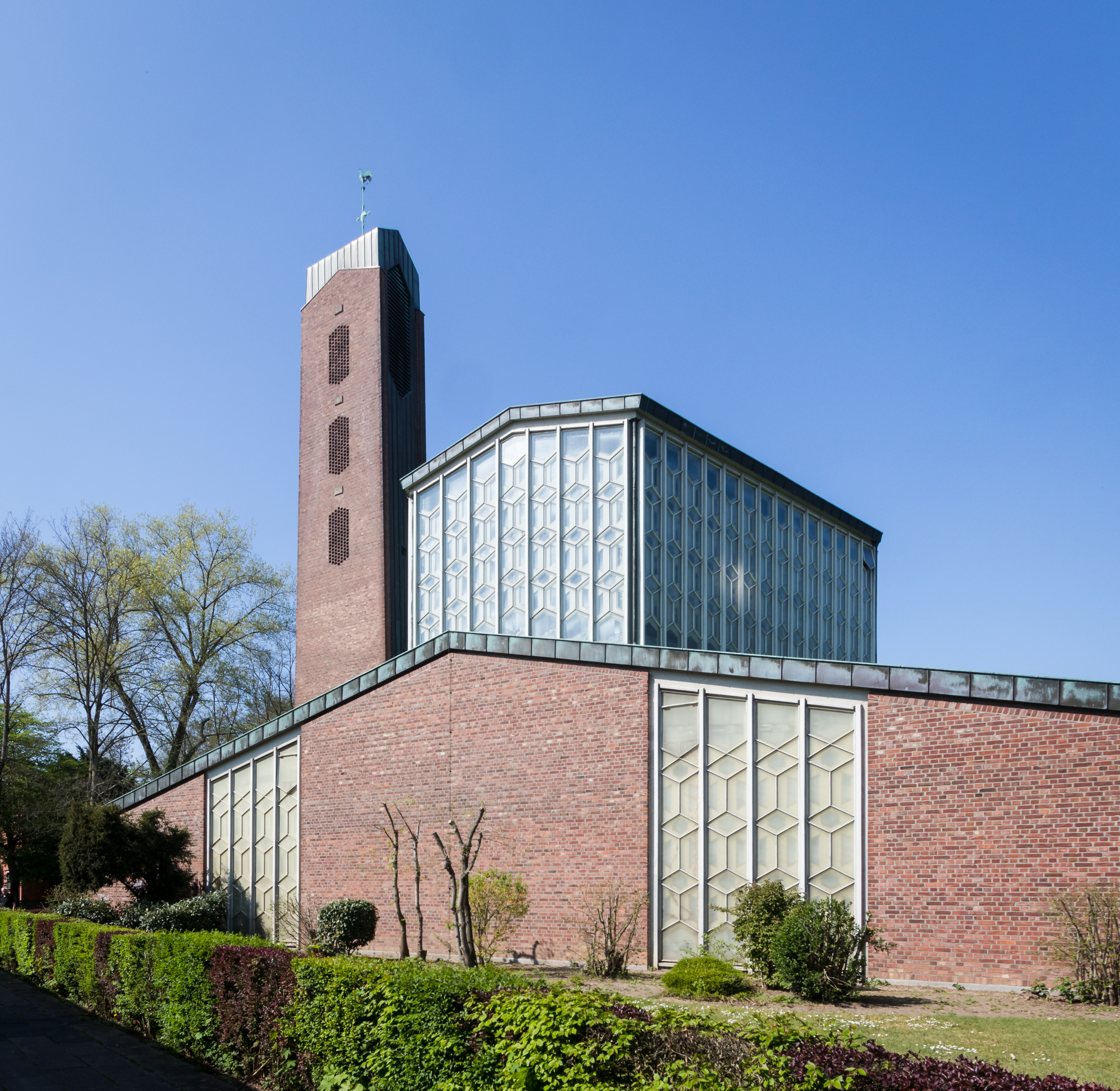
Anordnung der drei Baukörper

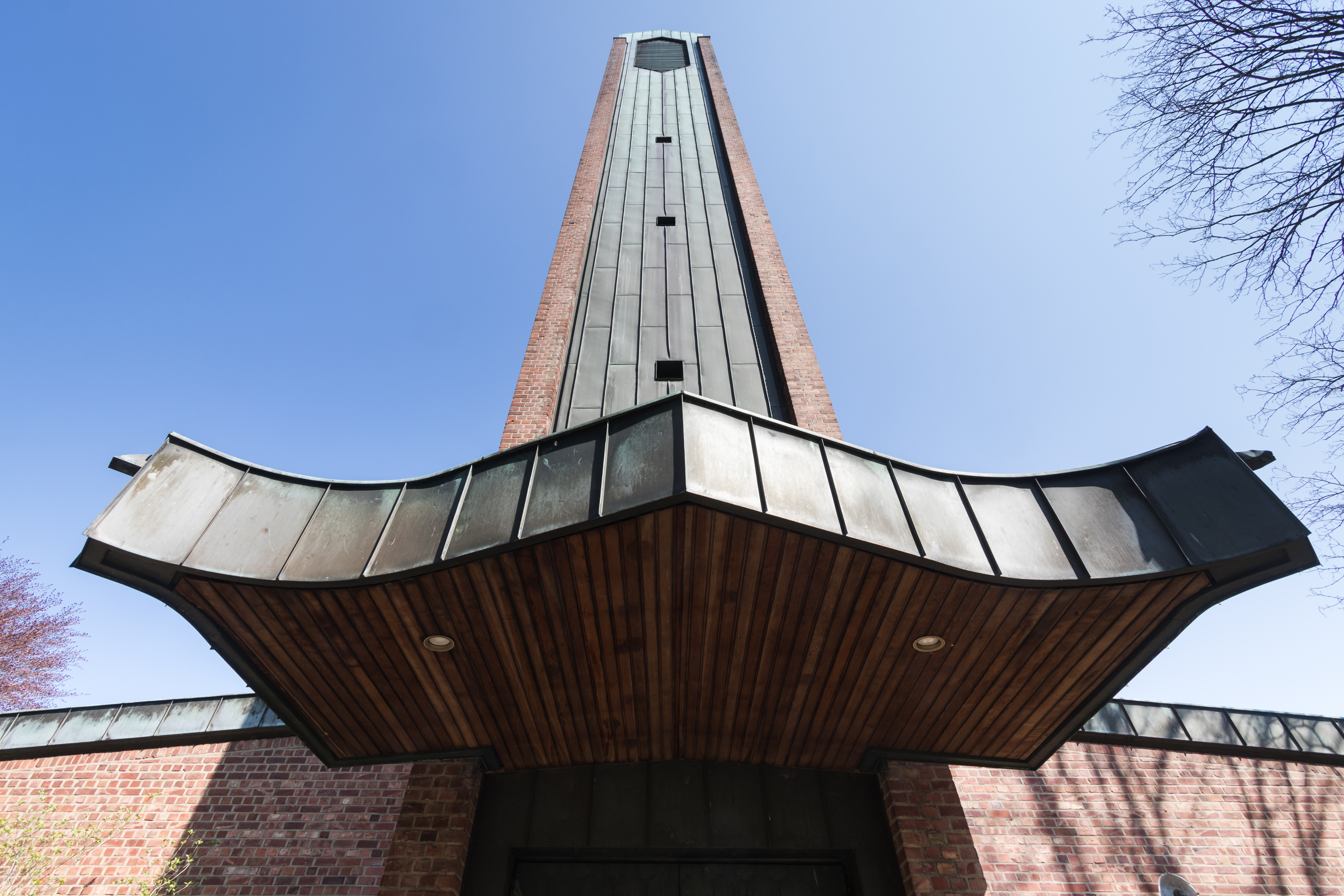
Seitliches Eingangsportal im Turm

Der Entwurf der Kirche entspricht von außen fast vollständig einem Konzept, das Schaller einige Monate zuvor für die Kapelle des Erzbischöflichen Hauses in Köln vorgelegt hatte, das jedoch nicht zur Ausführung ausgewählt worden war. Sie gliedert sich in drei Baukörper: Der auf fast quadratischen Grundriss stehende, eingeschossige Kirchenraum ist von einem flachen, ungleichmäßigen Rautendach bedeckt. Aus diesem wächst ein längssechseckiges Obergeschoss heraus, dessen Betondach die Winkel des unteren Daches aufgreift. Als dritter Baukörper schiebt sich der Turm, der doppelt so hoch wie die Kirche inklusive Aufbau ist, von der Seite in den Kirchenraum. Hier befindet sich unter einem geschwungenen Vordach auch der Haupteingang.
Im Innenraum markieren zehn Rundstützen, die den Oberbau aus dem Kirchenraum herausheben, das „Langhaus“, an dessen Enden sich – jeweils erhöht – die Plätze für Taufort und Altar befinden. Der komplette sechseckige Obergaden ist durch ein Maßwerk aus Betonfertigteilen strukturiert, das mit Bleiglasfenstern gefüllt ist. Im unteren Raumbereich sind die Wände überwiegend geschlossen, nur rechts und links von Altar und Taufort gibt es weitere raumhohe Fenster, die mit den Obergadenfenstern korrespondieren.
In den äußeren, niedrigeren Bereichen des Kirchenraums findet sich Platz für Kapellen, Sakristei und Beichtstühle. Die Orgel- und Chortribüne findet seitlich vom Altar ihren Platz. Gegenüber von Turm und Eingangshalle ist die Sakristei eingebaut, die an der Nordseite außen als Risalit hervortritt.

## Ausstattung
Fast die gesamte Innenausstattung von St. Bruder Klaus stammt von Elmar Hillebrand: Angefangen mit dem Altartisch aus grünem Dolomit, in den Reliquien von Gefährten der Kölner Stadtpatrone, St. Gereon und St. Ursula, eingemauert wurden, sowie Taufkanzel kamen 1972 noch Kreuz, Tabernakel, das Ewige Licht und ein Weihwasserbecken hinzu. Am Außenbau schuf Hillebrand die Turm- und Dachbekrönung.
1964 schuf Georg Meistermann die Fenster für die Obergaden. Ältere Fenster von 1957 stammen von Rudolf Krüger.
Die Orgel mit einem Manual und neun Registern von Orgelbau Romanus Seifert & Sohn wurde im Jahr 1959 eingebaut und 1974 auf 17 Register erweitert.
Laut dem Glockenbuch Köln wurde das dreistimmige Geläut 1990 in der Glockengießerei Mabilon gegossen. Die Schlagtöne sind fis1–gis1–h1. Eine andere Quelle nennt eine vierte Glocke mit Schlagton g1, die 1507 eventuell von einem Johann von Andernach gegossen wurde.